# Microbrotula greenfieldi
Microbrotula greenfieldi är en fiskart som beskrevs av Anderson 2007. Microbrotula greenfieldi ingår i släktet Microbrotula och familjen Bythitidae. Inga underarter finns listade i Catalogue of Life.